# Cicindela depressula
Cicindela depressula este o specie de insecte coleoptere descrisă de Thomas Casey în anul 1897. Cicindela depressula face parte din genul Cicindela, familia Carabidae.

## Subspecii
Această specie cuprinde următoarele subspecii:
- C. d. depressula
- C. d. eureka